# Virgen del Calvario de Letanías

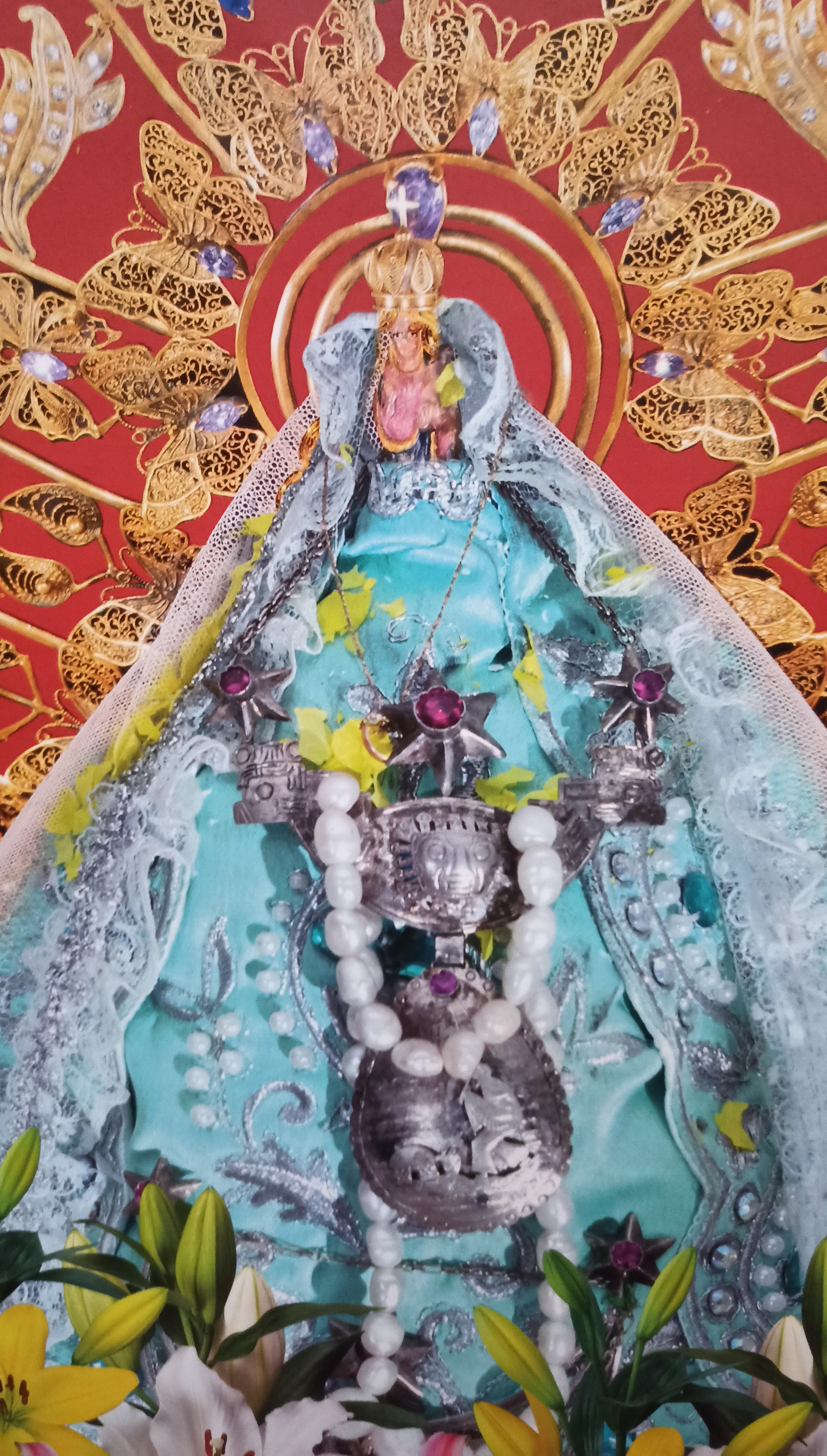
Virgen de Letanías

La Virgen del Calvario de Letanías, también conocida como María de Letanías, es una advocación de la Virgen María venerada en la iglesia de San Agustín en la localidad de Viacha, en el departamento de La Paz, Bolivia. La figura de esta santa es considerada una de las más pequeñas del mundo.  

## Imagen
La imagen de María de Letanías mide tan solo 19,5 milímetros.Está resguardada en la iglesia de San Agustín, que se ubica en la plaza principal de Viacha, denominada Mariscal José Ballivián. La imagen se encuentra en el lado derecho del templo, en un sagrario de madera y protegida por las figuras del Señor de la Sentencia y San Agustín. Es difícil verla, pues se encuentra a 2,5 metros de altura.

## Leyenda y devoción
Según la leyenda, en el siglo XIX la virgen se le apareció a una pastora para defenderla del ataque de unas serpientes. Al día siguiente, cuando la muchacha volvió al lugar acompañada de otras personas, encontró la imagen de piedra.

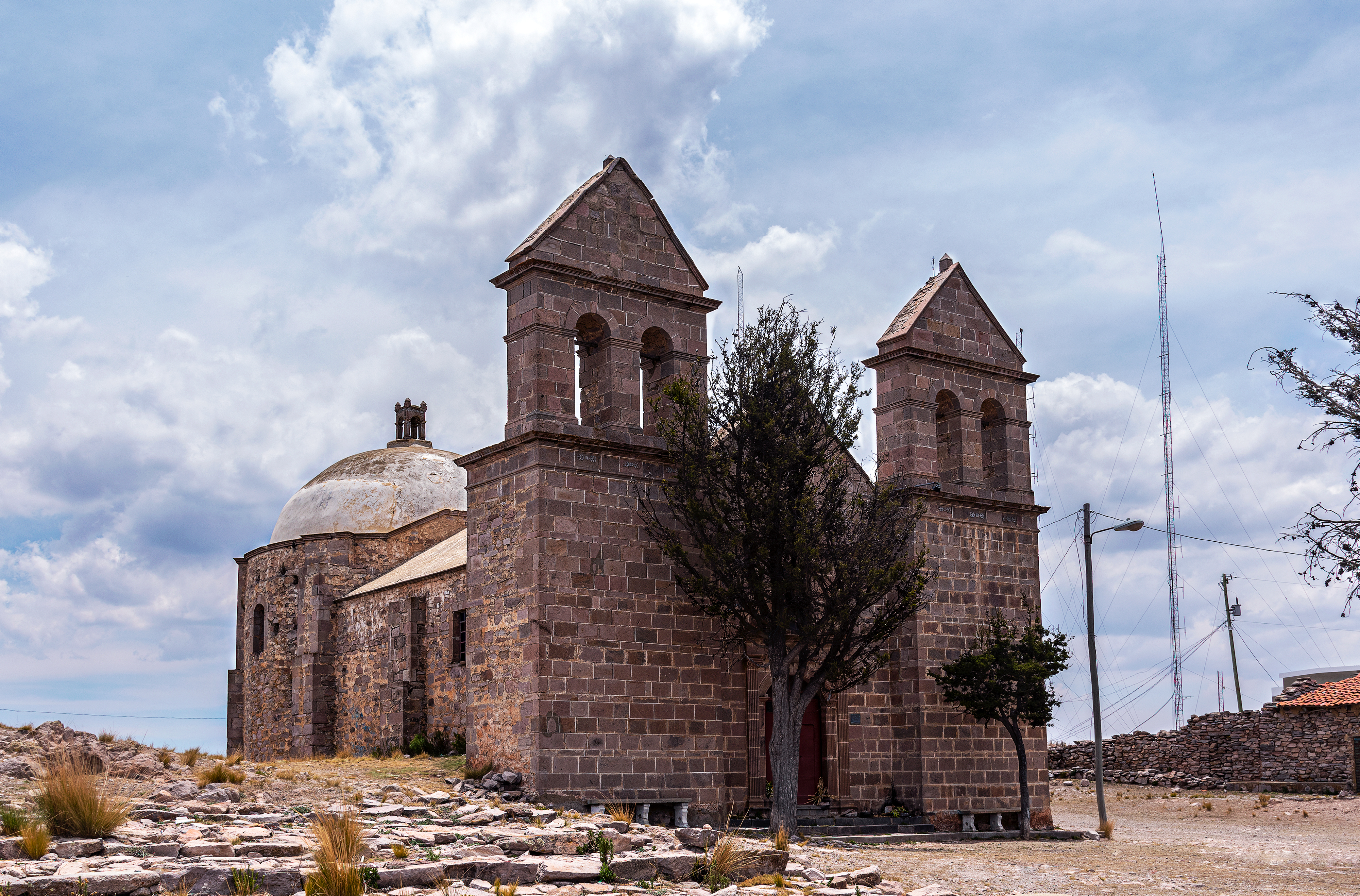
Templo de Letanías, en Viacha

Cada 13 de julio, la diminuta imagen de María de Letanías es llevada al cerro donde fue vista por primera vez, el cual se encuentra a ocho kilómetros al sur de Viacha y a una altitud de 4142 m s. n. m. En este lugar, denominado cerro de Letanías, se construyó el santuario; se dice, además, que en el lugar solía haber una huaca.
Cada 13 de julio hay tres personajes importantes en la celebración de la virgen: el preste, que se encarga de las actividades religiosas; el muñi, que se encarga de colgar objetos de plata en el zaguán del santuario; y el fuegocero, que se encarga de llevar al lugar juegos pirotécnicos.
En 2018, la virgen contaba con un patrimonio de 593 piezas histórico-artísticas: pinturas, esculturas, orfebrería y ropa.